# Úrkút, Veszprém
Úrkút  este un sat în districtul Ajka, județul Veszprém, Ungaria, având o populație de 2.121 de locuitori (2011). 

## Demografie
Componența etnică a satului Úrkút
     Maghiari (79,68%)
     Germani (20,05%)
     Necunoscut (0,13%)
     Români (0,13%)
     Alții (0,13%)
Componența confesională a satului Úrkút
     Romano-catolici (63,55%)
     Fără religie (5,8%)
     Reformați (4,76%)
     Necunoscută (24,52%)
     Alte religii (1,37%)
Conform recensământului din 2011, satul Úrkút avea 2.121 de locuitori. Din punct de vedere etnic, majoritatea locuitorilor (79,68%) erau maghiari, cu o minoritate de germani (20,05%). Apartenența etnică nu este cunoscută în cazul a 0,13% din locuitori.  Din punct de vedere confesional, majoritatea locuitorilor (63,55%) erau romano-catolici, existând și minorități de persoane fără religie (5,8%) și reformați (4,76%). Pentru 24,52% din locuitori nu este cunoscută apartenența confesională.